# 청덕중학교
청덕중학교(淸德中學校)는 대한민국 경기도 용인시 기흥구 청덕동에 있는 공립 중학교이다.

## 학교 연혁
- 2008년 8월 1일 : 청덕중학교 3학급 인가
- 2008년 9월 1일 : 초대 윤일경 교장 취임
- 2008년 9월 1일 : 1학년 28명, 2학년 19명, 3학년 15명 전입학
- 2009년 2월 17일 : 제1회 졸업식(졸업생 18명)
- 2009년 3월 2일 : 제1회 입학식
- 2022년 9월 1일 : 제5대 명인희 교장 취임
- 2023년 1월 4일 : 제15회 졸업식 (졸업생 200명)
- 2023년 3월 2일 : 제15회 입학식 (입학생 174명)

## 참고 자료
- 청덕중학교 - 한국교육학술정보원 학교알리미